# Pelastoneurus
Pelastoneurus är ett släkte av tvåvingar. Pelastoneurus ingår i familjen styltflugor.

## Dottertaxa tillPelastoneurus, i alfabetisk ordning[1]
- Pelastoneurus abbreviatus
- Pelastoneurus abstrusus
- Pelastoneurus acuticauda
- Pelastoneurus acutispina
- Pelastoneurus aeptus
- Pelastoneurus aequalis
- Pelastoneurus aldrichi
- Pelastoneurus altimontanus
- Pelastoneurus ambiguus
- Pelastoneurus angulatus
- Pelastoneurus argentifer
- Pelastoneurus asciaeformis
- Pelastoneurus aurifacies
- Pelastoneurus barbicauda
- Pelastoneurus barracloughi
- Pelastoneurus barri
- Pelastoneurus basilewskyi
- Pelastoneurus benoiti
- Pelastoneurus bequarti
- Pelastoneurus biadimbi
- Pelastoneurus bifarius
- Pelastoneurus bifrons
- Pelastoneurus bigeminatus
- Pelastoneurus biguttatus
- Pelastoneurus bilamellatus
- Pelastoneurus bilineatus
- Pelastoneurus bissindza
- Pelastoneurus brasiliensis
- Pelastoneurus bretoni
- Pelastoneurus brevis
- Pelastoneurus brincki
- Pelastoneurus bururi
- Pelastoneurus caeruleus
- Pelastoneurus cancioi
- Pelastoneurus cognatus
- Pelastoneurus collarti
- Pelastoneurus comatus
- Pelastoneurus confusibilis
- Pelastoneurus congoensis
- Pelastoneurus costalis
- Pelastoneurus crassinervis
- Pelastoneurus currani
- Pelastoneurus cyaneus
- Pelastoneurus decorus
- Pelastoneurus dedegwa
- Pelastoneurus didyensis
- Pelastoneurus digitulus
- Pelastoneurus dissimilipes
- Pelastoneurus diversifemur
- Pelastoneurus diversipes
- Pelastoneurus dobronosovi
- Pelastoneurus donskoffi
- Pelastoneurus dorsalis
- Pelastoneurus emasculatus
- Pelastoneurus fasciatus
- Pelastoneurus fernandopoensis
- Pelastoneurus flavicornis
- Pelastoneurus flavicoxa
- Pelastoneurus flavipes
- Pelastoneurus floridanus
- Pelastoneurus furcifer
- Pelastoneurus fuscipennis
- Pelastoneurus fuscitarsis
- Pelastoneurus gabonensis
- Pelastoneurus gracilis
- Pelastoneurus hamatus
- Pelastoneurus hebes
- Pelastoneurus heteroneurus
- Pelastoneurus ineditus
- Pelastoneurus ineptus
- Pelastoneurus inopinatus
- Pelastoneurus insulanus
- Pelastoneurus intactus
- Pelastoneurus intermedius
- Pelastoneurus irinae
- Pelastoneurus irrasus
- Pelastoneurus jasoni
- Pelastoneurus johannis
- Pelastoneurus julius
- Pelastoneurus kabasha
- Pelastoneurus kansensis
- Pelastoneurus kassebeeri
- Pelastoneurus laetus
- Pelastoneurus lamellatus
- Pelastoneurus latifacies
- Pelastoneurus leidenrothi
- Pelastoneurus lineatus
- Pelastoneurus lippensi
- Pelastoneurus longicauda
- Pelastoneurus lorifer
- Pelastoneurus lugubris
- Pelastoneurus luteifacies
- Pelastoneurus luteosctatus
- Pelastoneurus luteoscutatus
- Pelastoneurus machakos
- Pelastoneurus maculatus
- Pelastoneurus maculipennis
- Pelastoneurus maculipes
- Pelastoneurus maculitibia
- Pelastoneurus martius
- Pelastoneurus mexicanus
- Pelastoneurus michaeli
- Pelastoneurus micrurus
- Pelastoneurus minutus
- Pelastoneurus miripennis
- Pelastoneurus miritarsus
- Pelastoneurus naglisi
- Pelastoneurus neglectus
- Pelastoneurus neocongoensis
- Pelastoneurus neolineatus
- Pelastoneurus nigeriensis
- Pelastoneurus nigricornis
- Pelastoneurus nigrifacies
- Pelastoneurus nigripalpis
- Pelastoneurus nigritibia
- Pelastoneurus nigriventris
- Pelastoneurus nitidus
- Pelastoneurus obscoenus
- Pelastoneurus obtusus
- Pelastoneurus occidentalis
- Pelastoneurus ochreifacies
- Pelastoneurus ogojaensis
- Pelastoneurus olejniceki
- Pelastoneurus parvus
- Pelastoneurus pectinatus
- Pelastoneurus pectinicauda
- Pelastoneurus pectinifer
- Pelastoneurus pedunculatus
- Pelastoneurus plumicauda
- Pelastoneurus plumosus
- Pelastoneurus pontifex
- Pelastoneurus potomacus
- Pelastoneurus proximus
- Pelastoneurus pusillus
- Pelastoneurus reavelli
- Pelastoneurus remissus
- Pelastoneurus rotundicornis
- Pelastoneurus sanjensis
- Pelastoneurus schoutedeni
- Pelastoneurus scutatus
- Pelastoneurus semiplumatus
- Pelastoneurus seticauda
- Pelastoneurus stentorius
- Pelastoneurus striatus
- Pelastoneurus teaniatus
- Pelastoneurus thompsoni
- Pelastoneurus tibialis
- Pelastoneurus trapezoides
- Pelastoneurus tripartitus
- Pelastoneurus turbidus
- Pelastoneurus umbricola
- Pelastoneurus umbripictus
- Pelastoneurus umngazi
- Pelastoneurus unguiculatus
- Pelastoneurus upembaensis
- Pelastoneurus vagans
- Pelastoneurus vanduzeei
- Pelastoneurus varius
- Pelastoneurus vegetus
- Pelastoneurus versicolor
- Pelastoneurus wheeleri
- Pelastoneurus whittingtoni
- Pelastoneurus vilkamaai
- Pelastoneurus zamotailovi
- Pelastoneurus zogualensis